# Kenneth Tynan
Kenneth Peacock Tynan (* 2. April 1927 in Birmingham; † 26. Juli 1980 in Santa Monica, Kalifornien) war ein englischer Theaterkritiker und Autor.

## Leben
Das hochbegabte Kind (bereits mit sechs Jahren führte Kenneth Tynan ein Tagebuch) fiel als Schüler der Birminghamer King Edward's School durch seine Brillanz auf und besuchte ab 1945 die Universität Oxford, wo er durch Redegabe, Klugheit und Extravaganz beeindruckte und für die Theaterbühne Stücke schrieb und darin auftrat. Als akademischer Lehrer beeindruckte C. S. Lewis ihn stark.
Erst beim Tod seines Vaters 1948 erfuhr er, dass dieser zwanzig Jahre lang ein Doppelleben als Peter Tynan und Sir Peter Peacock geführt hatte. 1951 heiratete er Elaine Dundy (die Ehe wurde 1964 geschieden). 1952 wurde beider Tochter (Tracy Tynan) geboren, und Kenneth Tynan wurde Theaterkritiker beim Londoner Evening Standard. 1954 wechselte er zum Observer. Früh setzte er sich für John Osborne und Samuel Beckett ein. Sein kontroverser, witziger und ausgefeilter Stil verschuf ihm bald Bekanntheit und Ansehen, seine Urteile waren oft kontrovers und schufen ihm Gegner. Ab 1958 wurde er auch in den USA bekannt, als er Kritiken im New Yorker zu veröffentlichen begann.
1963 wurde er Chefdramaturg des Royal National Theatre unter der Intendanz von Laurence Olivier. Trotz wachsender Reputation wurde er zunehmend umstritten; vergeblich setzte er sich z. B. für Rolf Hochhuths Stück Soldaten ein; er wandte sich stärker politisch linken Aktivitäten zu. Doch seine erotische Revue Oh! Calcutta! wurde 1969 ein Welterfolg. 1971 verfasste er zusammen mit Roman Polański das Drehbuch zu dessen Filmdrama Macbeth. 1972 beendete Tynan seine Tätigkeit am Royal National Theatre.
1976 zog er nach Kalifornien, wo er Zeitungsartikel schrieb, so weiterhin  für den New Yorker, und wandte sich inhaltlich zunehmend sexuellen Themen und Stoffen zu. Tynan starb 1980 und liegt im Holywell Cemetery in Oxford begraben.

## Veröffentlichungen
- Kenneth Tynan: Letters. Hgn. Kathleen Tynan. ISBN 0-517-39926-1.
- Tynan Right and Left. Plays, Films, People, Places and Events. 1967. ISBN 0-689-10271-2. (Dt. Theater heute)
- The History of the National Theatre. John Elsom and Nicholas Tomalin. 1978. ISBN 0-224-01340-8.
- Show People. Profiles in Entertainment. Kenneth Tynan. 1980. ISBN 0-671-25012-4.
- The Diaries of Kenneth Tynan. (Hg. John Lahr). 2001. ISBN 0-7475-5418-8, ISBN 1-58234-160-5.